# موهاوک (اورگن)
موهاوک (به انگلیسی: Mohawk) یک منطقهٔ مسکونی در ایالات متحده آمریکا است که در شهرستان لین، اورگن واقع شده‌است.